# Снид (Алабама)
Снид (енгл. Snead) град је у америчкој савезној држави Алабама. По попису становништва из 2010. у њему је живело 835 становника.

## Демографија
Према попису становништва из 2010. у граду је живело 835 становника, што је 87 (11,6%) становника више него 2000. године.
| Група             | 2000.       | 2010.       |
| Белци             | 740 (98,9%) | 803 (96,2%) |
| Афроамериканци    | 0 (0,0%)    | 1 (0,1%)    |
| Азијати           | 2 (0,3%)    | 1 (0,1%)    |
| Хиспаноамериканци | 4 (0,5%)    | 15 (1,8%)   |
| Укупно            | 748         | 835         |